# فریتسن
فریتسن (به آلمانی: Fritzens) یک منطقهٔ مسکونی در اتریش است که در اینسبروک لند واقع شده‌است. فریتسن ۶٫۱۴ کیلومتر مربع مساحت دارد ۵۹۱ متر بالاتر از سطح دریا واقع شده‌است.